# Turkiets herrlandslag i volleyboll
Turkiets herrlandslag i volleyboll (turkiska: Türkiye Erkek Millî Voleybol Takımı) representerar Turkiet i volleyboll på herrsidan. Laget slutade på elfte plats vid Europamästerskapet 1963 och 2011.

### Fotnoter
1. ↑  Todor Krastev (19 mars 1963). ”Men Volleyball VI European Championship 1963 Bucuresti (ROM) - 21.10-02.11 Winner Romania” (på engelska). Sport Statistics. Arkiverad från originalet den 21 april 2015. https://web.archive.org/web/20150421165446/http://todor66.com/volleyball/Europe/Men_1963.html. Läst 28 juni 2015.
2. ↑  Todor Krastev (19 mars 2011). ”Men Volleyball XXVII European Championship 2011 Austria, Czechia 10-18.09 - Winner Serbia” (på engelska). Sport Statistics. Arkiverad från originalet den 25 maj 2012. https://archive.is/20120525130741/http://todor66.com/volleyball/Europe/Men_2011.html. Läst 28 juni 2015.